# IRobot Warrior
iRobot Warrior (так же называется Warrior 700 или X700) — роботизированная платформа, разработанная компанией iRobot. Разработана для военных целей. Warrior является радиоуправляемой платформой.

## Технические характеристики
Собственный вес Warrior составляет 129 кг; при этом робот может перемещать до 227 кг полезной нагрузки. Робот может перемещаться со скоростью до 15 км/ч. Warrior оснащен манипулятором, способным перемещать грузы массой до 68 кг. Робот может перемещаться по лестницам, двигаться вверх по наклонной поверхности под углом в 45°, а также преодолевать препятствия высотой до 47 см. Основными задачами робота являются проведение работ по разминированию, расчистка дорог, пожаротушение, разведка, удалённое наблюдение за местностью, оказание помощи при чрезвычайных ситуациях, перемещение грузов и проведение сварочных работ. Так же робот способен увозить раненых солдат с поля боя.
В отличие от большинства военных роботов, выполняющих только действия заданные оператором, Warrior способен выполнять некоторые операции самостоятельно. В частности, если с роботом потеряна связь, он способен самостоятельно вернуться к месту, на котором сеанс связи возможен. Warrior способен передавать оператору видео и аудио информацию по радиоканалу.
В комплектацию робота входит система гранатомётов и пулемётов Metal Storm с электронной схемой управления стрельбой и дальностью 800 метров. Скорострельность пулемёта доходит до 16 выстрелов в секунду.

## Развитие
В 2008 году компания iRobot заявила, что заработала 3,75 млн. долларов на контракте с Army Tank-Automotive Research, Development and Engineering Center на разработку и развитие платформы Warrior 700. Предполагается использование Warrior при развёртывании вооружённых сил или подразделений SWAT. Один из руководителей компании iRobot Джо Диер (англ. Joe Dyer) в своём обращении заявил:

Warrior — очередной пример продукции iRobot, который продолжает увеличивать рост применения беспилотных транспортных систем в мире.
Оригинальный текст (англ.)The Warrior is another example of iRobot's product line expansion, which continues to evolve as the need for unmanned ground vehicles grows worldwide.

Так же Warrior может взаимодействовать с другим военным роботом iRobot — PackBot. В частности он может помочь ему преодолеть значительные препятствия или залезть в окно.